# 德羅赫達
德羅赫達（發音： /ˈdrɒhədə///ˈdrɔːdə/）是位於勞斯郡的港口城市，位於愛爾蘭東岸，距離都柏林56公里（35英里），德羅赫達是博因河流入愛爾蘭海最後一個流經的城市。

## 友好城市
- 義大利 布龙泰 [2]
- 法國 聖芒代[3]
- 美國 薩利納斯[4]